# Benjamin Biolay
Benjamin Biolay (ur. 20 stycznia 1973 w Villefranche-sur-Saône) – francuski piosenkarz, autor tekstów, aktor i producent muzyczny.
11 maja 2002 ożenił się z aktorką i piosenkarką Chiarą Mastroianni, z którą ma córkę Annę (ur. 22 kwietnia 2003). W 2005 para rozwiodła się.
Zasiadał w jury sekcji „Un Certain Regard” na 75. MFF w Cannes (2022).

## Dyskografia
- 2001: Rose Kennedy
- 2001: Benjamin Biolay Remix EP
- 2003: Négatif
- 2004: Clara et Moi
- 2005: À l'origine
- 2007: Trash Yéyé
- 2009: La Superbe
- 2011: Pourquoi tu Pleures
- 2012: Vengeance
- 2015: Trenet
- 2016: Palermo Hollywood
- 2017: Volver
- 2020: Grand Prix
- 2022: Saint-Clair
- 2023: À l'auditorium - Live